# Peter Martin Lampel
Peter Martin Lampel (Miłogostowice, 15 maggio 1894 – Amburgo, 22 febbraio 1965) è stato uno scrittore, sceneggiatore e drammaturgo tedesco.

## Biografia
Dopo gli studi al liceo di Legnica si arruolò come volontario durante la prima guerra mondiale, operando come ufficiale di volo alla guida di zeppelin. Studiò poi a Breslavia, a Berlino e a Monaco di Baviera presso l'Accademia delle belle arti, dove ebbe tra i suoi mentori Peter Halm e Carl von Marr. Prese parte alle attività del movimento giovanile Wandervogel volte a migliorare le precarie condizioni dei giovani che si erano andate a creare dopo la guerra. A tal proposito nel 1928 pubblicò Jungen in Not ("I bisogni dei giovani"), indi seguì la commedia Revolte im Erziehungshaus presentata al Teatro Thalia di Berlino nel dicembre dello stesso anno.
Scrisse opere critiche di carattere sociale come Giftgas über Berlin, Verschwörer, Putsch e Pennäler (tutte datate nel 1929), e con l'avvento del nazionalsocialismo tutti i suoi scritti e le opere da essi derivare furono banditi. Fu costretto a emigrare in Indonesia e poi in Australia, fino a stabilirsi nel 1939 negli Stati Uniti, dove divenne insegnante d'arte.
Nel 1949 tornò in patria e si stabilì ad Amburgo, dove però non riuscì a rappresentare le sue opere teatrali fino agli anni '70, quando venne riscoperto Revolte im Erziehungshaus, una dura critica alla società prussiana e alle sue politiche assistenziali, la cui veridicità venne riconosciuta solo nel 1930.